# Concours international des six jours d'enduro
Le Concours international des six jours d'enduro (en anglais International Six Days Enduro ou ISDE), anciennement nommé International Six Days Trial (ISDT), est une course motocycliste qui se déroule chaque année depuis 1913, exception faite lors des deux conflits mondiaux. Il s'agit de la plus ancienne épreuve de sport motocycliste hors circuit du calendrier FIM. La première édition a eu lieu en à Carlisle, en Angleterre.
Initialement intitulé « International Six Days Trial », en 1981 la FIM a décidé de mettre à jour le nom en « International Six Days Enduro ». Le nom « Enduro », ayant été imaginé par les Américains et popularisé par de nombreux constructeurs de motos, reflétait également davantage l'évolution de l’événement vers un rallye hors route avec des compétences plus associées au motocross.
L’acteur hollywoodien Steve McQueen et ses amis Bud Ekins, Dave Ekins, Cliff Coleman et John Steen ont représenté les États-Unis à l’ISDT tenu en 1964 en Allemagne de l’Est. L'équipe américaine était encadrée pour la première fois par John Penton.

## Palmarès

### Vainqueurs ISDT 1913–1980
| Edition  | Année | Lieu                                         | Trophée International                                                                                                 | Vase d'Argent                                                                              |
| -------- | ----- | -------------------------------------------- | --- | ------------------------------------------------------------------------------------------ |
| 1.       | 1913  | Carlisle Royaume-Uni                         | Royaume-Uni- W. B. Gibb - W. B. Little - Charlie Collier                                                              | Non décerné                                                                                |
| ND.      | 1914  | Grenoble France                              | Annulée | Annulée                                                                                    |
| 2.       | 1920  | Grenoble France                              | Suisse- J. Morand - A. Robert - Eduard Gex                                                                            | Non décerné                                                                                |
| 3.       | 1921  | Genève Suisse                                | Suisse- J. Morand - A. Rothenbach - Eduard Gex                                                                        | Non décerné                                                                                |
| 4.       | 1922  | Genève Suisse                                | Suisse- J. Morand - A. Robert - Eduard Gex                                                                            | Non décerné                                                                                |
| 5.       | 1923  | Stockholm Suède                              | Suède- Gustav Göthe - Yngve Eriksson - Bernhard Malmberg - J A Bylund                                                 | Non décerné                                                                                |
| 6.       | 1924  | Chaudfontaine Belgique                       | Royaume-Uni- G. S. Arter C. Wilson F. W. Giles                                                                        | Norvège- C. Vaumund O. Graff J. Juberget                                                   |
| 7.       | 1925  | Southampton Royaume-Uni                      | Royaume-Uni Bert Kershaw G. S. Arter F. W. Giles                                                                      | Royaume-Uni Bert Kershaw G. S. Arter F. W. Giles                                           |
| 8.       | 1926  | Buxton Royaume-Uni                           | Royaume-Uni Graham Walker J. Lidstone P. Pike                                                                         | Royaume-Uni Graham Walker J. Lidstone P. Pike                                              |
| 9.       | 1927  | Ambleside Royaume-Uni                        | Royaume-Uni L. Crisp Graham Walker F. W. Giles                                                                        | Royaume-Uni Marjorie Cottle Edyth Foley Louise MacLean                                     |
| 10.      | 1928  | Harrogate Royaume-Uni                        | Royaume-Uni V. C. King F. W. Neill H. G. Uzzell                                                                       | Royaume-Uni L. Crisp Graham Walker F. W. Giles                                             |
| 11.      | 1929  | Munich Allemagne Genève Suisse               | Royaume-Uni G. R. Butcher George Rowley F. W. Neill                                                                   | Royaume-Uni L. A. Welch A. R. Edwards H. S. Perrey                                         |
| 12.      | 1930  | Grenoble France                              | Italie Rosolino Grana Luigi Gilera Miro Maffeis                                                                       | France A. Sourdot R. Debaissieux N. Coulon                                                 |
| 13.      | 1931  | Merano Italie                                | Italie Rosolino Grana Luigi Gilera Miro Maffeis                                                                       | Pays-Bas D. H. Eysink G. Bakker-Schut A.P. van Hammersveld                                 |
| 14.      | 1932  | Merano Italie                                | Royaume-Uni Albert E. Perrigo George Rowley N. P. O. Bradley                                                          | Royaume-Uni Graham Walker Jack Williams R. MacGregor                                       |
| 15.      | 1933  | Llandrindod Wells Pays de Galles Royaume-Uni | Allemagne Ernst Jakob Henne Josef Stelzer Josef Mauermayer Wiggerl Kraus                                              | Royaume-Uni Vic Brittain Jack Williams G. F. Povey                                         |
| 16.      | 1934  | Garmisch-Partenkirchen Allemagne             | Allemagne Ernst Jakob Henne Josef Stelzer Josef Mauermayer Wiggerl Kraus                                              | Royaume-Uni F.E. Thacker R. MacGregor L. Heath G. A. Wolsey                                |
| 17.      | 1935  | Oberstdorf Allemagne                         | Allemagne Ernst Jakob Henne Josef Stelzer Wiggerl Kraus J. Müller                                                     | Allemagne Arthur Geiss Walfried Winkler Ewald Kluge                                        |
| 18.      | 1936  | Freudenstadt Allemagne                       | Royaume-Uni Vic Brittain George Rowley W.S. Waycott E. Belsten                                                        | Royaume-Uni R. MacGregor J.A.McL. Leslie J.C. Edward                                       |
| 19.      | 1937  | Llandrindod Wells Pays de Galles Royaume-Uni | Royaume-Uni Vic Brittain George Rowley W.S. Waycott Gordon Wolsey                                                     | Pays-Bas A.P. van Hammersveld G. Bakker-Schut J. Moejes                                    |
| 20.      | 1938  | Llandrindod Wells Pays de Galles Royaume-Uni | Royaume-Uni George Rowley Jack Williams Vic Brittain W.S. Waycott Gordon Wolsey                                       | Allemagne Georg Meier Rudolf Seltsam Josef Forstner                                        |
| 21.      | 1939  | Salzbourg Allemagne                          | Annulée | Annulée                                                                                    |
| 22.      | 1947  | Zlín Tchécoslovaquie                         | Tchécoslovaquie Jaroslav Simandl Richard Dusil Václav Stanislav Jan Bednář Karl Hansl                                 | Tchécoslovaquie Čeněk Kohlíček Emanuel Marha Josef Paštika                                 |
| 23.      | 1948  | San Remo Italie                              | Royaume-Uni A. Jefferies B.H.M. Viney J. Williams C.N. Rogers Vic Brittain                                            | Royaume-Uni P.H. Alves C. M. Ray W.J. Stocker                                              |
| 24.      | 1949  | Llandrindod Wells Pays de Galles Royaume-Uni | Royaume-Uni P.H. Alves C.M. Ray C.N. Rogers Frederick Maurice Rist B.H.M. Viney                                       | Tchécoslovaquie Emanuel Marha František Bláha J. Krcmar                                    |
| 25.      | 1950  | Llandrindod Wells Pays de Galles Royaume-Uni | Royaume-Uni Frederick Maurice Rist B.H.M. Viney P.H. Alves W.J. Stocker C.M. Ray                                      | Royaume-Uni D.S. Evans E. Usher A.F. Gaymer                                                |
| 26.      | 1951  | Varese Italie                                | Royaume-Uni Frederick Maurice Rist B.H.M. Viney P.H. Alves W.J. Stocker C.M. Ray                                      | Pays-Bas P. Haaker C. van Rijssel H. Veer                                                  |
| 27.      | 1952  | Bad Aussee Autriche                          | Tchécoslovaquie Čeněk Kohlíček Jaroslav Pudil Richard Dusil Jiří Kubeš Jan Novotný                                    | Tchécoslovaquie František Bláha Vojtěch Kolář Bohumil Kabát                                |
| 28.      | 1953  | Gottwaldov Tchécoslovaquie                   | Royaume-Uni Johnny Brittain W.J. Stocker S.B. Manns P.H. Alves B.H.M. Viney                                           | Tchécoslovaquie František Bláha Vojtěch Kolář Bohumil Kabát                                |
| 29.      | 1954  | Llandrindod Wells Pays de Galles Royaume-Uni | Tchécoslovaquie Bohuslav Roučka Jaroslav Pudil Saša Klimt Jiří Kubeš Vladimír Šedina                                  | Pays-Bas S. Schram B.L. Jansema M. den Haan                                                |
| 30.      | 1955  | Gottwaldov Tchécoslovaquie                   | Allemagne de l'Ouest Johann Abt Otto Brack Udo Feser Ernst Deike Volker von Zitzewitz                                 | Tchécoslovaquie Stanislav Štástka Zdeněk Polánka Miloslav Souček                           |
| 31.      | 1956  | Garmisch-Partenkirchen Allemagne de l'Ouest  | Tchécoslovaquie Miloslav Souček Jaroslav Pudil Bohuslav Roučka Zdeněk Polánka Vladimír Šedina Saša Klimt              | Pays-Bas J.S. van Hoek B.L. Jansema J. Th. Witberg Fritz R. Selling                        |
| 32.      | 1957  | Špindlerův Mlýn Tchécoslovaquie              | Allemagne de l'Ouest Lorenz Specht Richard Heßler Gernot Leistner Walter Aukthun Klaus Kämper Volker von Zitzewitz    | Tchécoslovaquie Vladimír Štěpán Oldřich Hameršmíd Antonín Matějka Karel Buchnar            |
| 33.      | 1958  | Garmisch-Partenkirchen Allemagne de l'Ouest  | Tchécoslovaquie Vladimír Šedina Saša Klimt Antonín Matějka Zdeněk Polánka Jaroslav Pudil Bohuslav Roučka              | Tchécoslovaquie Stanislav Štástka František Darebný Alois Roučka Arnošt Zemen              |
| 34.      | 1959  | Gottwaldov Tchécoslovaquie                   | Tchécoslovaquie Vladimír Šedina Saša Klimt Antonín Matějka Zdeněk Polánka Jaroslav Pudil Bohuslav Roučka              | Tchécoslovaquie Vladimír Štěpán Oldřich Hameršmíd František Hoffer František Bouška        |
| 35.      | 1960  | Bad Aussee Autriche                          | Autriche Karl Heinz Behrendt Hans Leitner Egon Dornaver Josef Kleinschuster Rupert Köberl Siegfried Stuhlberger       | Italie Luigi Gorini Tullio Masserini Eugenio Saini Fausto Vergani                          |
| 36.      | 1961  | Llandrindod Wells Pays de Galles Royaume-Uni | Allemagne de l'Ouest Günter Dotterweich Richard Heßler Lorenz Müller Sebastian Nachtmann Erwin Schmider Lorenz Specht | Tchécoslovaquie František Bouška Oldřich Hameršmíd Vladimír Štěpán                         |
| 37       | 1962  | Garmisch-Partenkirchen Allemagne de l'Ouest  | Tchécoslovaquie František Bouška František Hoffer Drahoslav Miarka Zdeněk Polánka Bohuslav Roucka Vladimír Štěpán     | Allemagne de l'Ouest Horst Rothermund Heinz Klingenschmidt Volker Kramer Günter Sengfelder |
| 38.      | 1963  | Špindlerův Mlýn Tchécoslovaquie              | Allemagne de l'Est Günter Baumann Peter Uhlig Hans Weber Horst Lohr Bernd Uhlmann Werner Salevsky                     | Italie Luigi Gorini Carlo Moscheni Giuseppe Panarari Nino Tagli                            |
| 39.      | 1964  | Erfurt Allemagne de l'Est                    | Allemagne de l'Est Günter Baumann Peter Uhlig Hans Weber Horst Lohr Bernd Uhlmann Werner Salevsky                     | Allemagne de l'Est Gottfried Pohlan Siegfried Rauhut Lothar Schünemann Ewald Schneidewind  |
| 40.      | 1965  | Île de Man                                   | Allemagne de l'Est Peter Uhlig Hans Weber Horst Lohr Bernd Uhlmann Werner Salevsky Karlheinz Wagner                   | Allemagne de l'Est Günter Baumann Klaus Teuchert Horst Golz Werner Stiegler                |
| 41.      | 1966  | Villingsberg Suède                           | Allemagne de l'Est Peter Uhlig Hans Weber Horst Lohr Werner Salevsky Karlheinz Wagner Klaus Teuchert                  | Allemagne de l'Ouest Norbert Gabler Klaus Kämper Dieter Kramer Erwin Schmider              |
| 42.      | 1967  | Zakopane Pologne                             | Allemagne de l'Est Peter Uhlig Hans Weber Werner Salevsky Karlheinz Wagner Klaus Teuchert Klaus Halser                | Tchécoslovaquie Arnošt Zemen D. Miarka M. Vytlacil J. Jasansky                             |
| 43.      | 1968  | San Pellegrino Terme Italie                  | Allemagne de l'Ouest Andreas Brandl Heinz Brinkmann Siegfried Gienger Dieter Kramer Volker Kramer Lorenz Specht       | Italie Demetrio Bonini Arnaldo Farioli Francesco Foresti Giuseppe Signorelli               |
| 44.      | 1969  | Garmisch-Partenkirchen Allemagne de l'Ouest  | Allemagne de l'Est Peter Uhlig Werner Salevsky Karlheinz Wagner Klaus Teuchert Klaus Halser Fred Williamowski         | Allemagne de l'Ouest Helmut Beranek Norbert Gabler Hans Trinkner Rolf Witthöft             |
| 45.      | 1970  | L'Escurial Espagne                           | Tchécoslovaquie Josef Fojtík Jaroslav Bříza Květoslav Mašita Zdeněk Češpiva František Mrázek Petr Čemus               | Tchécoslovaquie Josef Císař Jiří Jasanský Miroslav Vytlačil Josef Rabas                    |
| 46.      | 1971  | Île de Man                                   | Tchécoslovaquie František Mrázek Květoslav Mašita Jaroslav Bříza Petr Čemus Zdeněk Češpiva Josef Fojtík               | Tchécoslovaquie Josef Císar Jiří Jasanský Miroslav Vytlačil Josef Rabas                    |
| 47.      | 1972  | Špindlerův Mlýn Tchécoslovaquie              | Tchécoslovaquie Jaroslav Bříza Petr Čemus Zdeněk Češpiva Josef Císař František Mrázek Josef Fojtík                    | Tchécoslovaquie Pavel Cihelka Josef Rabas Milan Jedlička Petr Válek                        |
| 48.      | 1973  | Dalton États-Unis                            | Tchécoslovaquie Josef Fojtík Zdeněk Češpiva Josef Císař Květoslav Mašita František Mrázek Petr Čemus                  | États-Unis Dick Burleson Malcolm Smith Ed Schmidt Ron Bohn                                 |
| 49.      | 1974  | Camerino Italie                              | Tchécoslovaquie Josef Fojtík Zdenek Češpiva Josef Císař Květoslav Mašita Jiří Stodůlka Petr Čemus                     | Tchécoslovaquie Josef Rabas Pavel Cihelka Milan Jedlička Jaroslav Bříza                    |
| 50.      | 1975  | Île de Man                                   | Allemagne de l'Ouest Josef Wolfgruber Peter Neumann Eberhard Weber Jürgen Grisse Rolf Witthöft Eddy Hau               | Italie Gualtiero Brissoni Pietro Gagni Attilio Petrogalli Pierluigi Rottigni               |
| 51.      | 1976  | Zeltweg Autriche                             | Allemagne de l'Ouest Josef Wolfgruber Peter Neumann Eberhard Weber Jürgen Grisse Rolf Witthöft Eddy Hau               | Tchécoslovaquie Milan Jedlička Pavel Cihelka Jaroslav Kauler Otakar Toman                  |
| 52.      | 1977  | Považská Bystrica Tchécoslovaquie            | Tchécoslovaquie František Mrázek Otakar Toman Květoslav Mašita Jiří Stodůlka Stanislav Zloch Jozef Císar              | Tchécoslovaquie Pavel Cihelka Milan Jedlička Jiří Pošík Petr Válek                         |
| 53.      | 1978  | Värnamo Suède                                | Tchécoslovaquie František Mrázek Jozef Chovančík Květoslav Mašita Jiří Pošík Stanislav Zloch Jiří Stodůlka            | Italie Luigi Medardo Gino Perego Osvaldo Scaburri Giuseppe Signorelli                      |
| 54.      | 1979  | Neunkirchen Allemagne de l'Ouest             | Italie Elia Andrioletti Franco Gualdi Gualtiero Brissoni Augusto Taiocchi Guglielmo Andreini Gianangelo Croci         | Tchécoslovaquie Josef Kauler Jaroslav Kmošťák Zdeněk Runkas Jiří Císař                     |
| 55.      | 1980  | Brioude France                               | Italie Guglielmo Andreini Elia Andrioletti Gualtiero Brissoni Gianangelo Croci Andrea Marinoni Augusto Taiocchi       | Allemagne de l'Ouest Arnulf Teuchert Bert von Zitzewitz Reinhard Christel Rolf Witthöft    |
| Source : |       |                                              | |                                                                                            |

### Vainqueurs ISDE depuis 1981
| Edition | Année | Lieu                                    | Trophée international                                                                                           | Trophée junior                                                                       |                                                           |
| ------- | ----- | --------------------------------------- | --- | ------------------------------------------------------------------------------------ | --------------------------------------------------------- |
| 56.     | 1981  | Île d'Elbe Italie                       | Italie Gualtiero Brissoni Alessandro Gritti Luigi Medardo Gianangelo Croci Franco Gualdi Augusto Taiocchi       | Italie Cesare Bernardi Gianpiero Findanno Andrea Marinoni Angelo Signorelli          |                                                           |
| 57.     | 1982  | Považská Bystrica Tchécoslovaquie       | Tchécoslovaquie Jiří Císař Zdeněk Bělský Emil Čunderlík Vladimír Janouš Jozef Chovančík Stanislav Zloch         | Allemagne de l'Est Horst Geißenhöner Steffen Mauersberger Reinhard Klädtke Uwe Weber |                                                           |
| 58.     | 1983  | Builth Wells Pays de Galles Royaume-Uni | Suède Peter Jansson Per Grönberg Sven Erik Jönsson Hans Hansson Lindbom Thomas Gustavsson                       | Suède                                                                                |                                                           |
| 59.     | 1984  | Assen Pays-Bas                          | Pays-Bas Dinand Zijlstra Henk van Mierlo Martin Schalkwijk Henk Poorte Simon Schram Gerrit Wolsink              | Allemagne de l'Est                                                                   |                                                           |
| 60.     | 1985  | La Molina Espagne                       | Suède Peter Jansson Per Grönberg Dick Wicksell Svenerik Jönsson Hålan Lundberg Thomas Gustavsson                | Allemagne de l'Est Andreas Cyffka Mike Heydenreich Jens Grüner Udo Grellmann         |                                                           |
| 61.     | 1986  | San Pellegrino Terme Italie             | Italie Angelo Signorelli Renato Pegurri Tullio Pellegrinelli Gianangelo Croci Gugliemo Andreini Edi Orioli      | Italie Paolo Fellegara Giorgio Grasso Stefano Passeri Enrico Zuffa                   |                                                           |
| 62.     | 1987  | Jelenia Góra Pologne                    | Allemagne de l'Est Jens Thalmann Reinhard Klädtke Uwe Weber Harald Sturm Jens Scheffler Jens Grüner             | Allemagne de l'Est Mike Heydenreich Udo Grellmann Thomas Bieberbach Danielo Pörschke |                                                           |
| 63.     | 1988  | Mende France                            | France Thierry Charbonnier Stéphane Peterhansel Gilles Lalay Jean Paul Charles Alan Olivier Marc Morales        | Italie Luca Trussardi Massimo Migliorati Enrico Zuffa Davide Trolli                  |                                                           |
| 64.     | 1989  | Walldürn Allemagne de l'Ouest           | Italie Gianmarco Rossi Stefano Passeri Angelo Signorelli Luca Trussardi Paolo Fellagara Franco Gualdi           | Finlande Kari Tiainen Juha-Pekka Leino Jarkko Vainio Jouni Sauren                    |                                                           |
| 65.     | 1990  | Västerås Suède                          | Suède Jeff Nilsson Dick Wicksell Kent Karlsson Svenerik Jönsson Peter Hansson Jimmie Eriksson                   | Suède Robert Grönlund Robert Svensson Peter Karlsson Peter Lundfeldt                 |                                                           |
| 66.     | 1991  | Považská Bystrica Tchécoslovaquie       | Suède Jeff Nilsson Joachim Hedendahl Svenerik Jönsson Dick Wicksell Kent Karlsson Bill Andersson                | États-Unis Steve Hatch Jimmy Lewis David Rhodes Chris Smith                          |                                                           |
| 67.     | 1992  | Cessnock Australie                      | Italie Paolo Fellegara Fabio Farioli Stefano Passeri Mario Rinaldi Giovanni Sala Arnaldo Nicoli                 | Suède Anders Eriksson Robert Grönlund Peter Karlsson Peter Jansson                   |                                                           |
| 68.     | 1993  | Assen Pays-Bas                          | Pologne Marek Dabrowski Maciej Wrobel Wiktor Iwański Wojciech Rencz Andrzej Tomiczek Ryszard Augustyn           | Pays-Bas Peter Lenselink Patrick Isfordink Erik Davids Hans Arends                   |                                                           |
| 69.     | 1994  | Tulsa États-Unis                        | Italie Maurizio Carminati Tullio Pellegrinelli Mario Rinaldi Fabio Farioli Arnold Nicoli Giovanni Sala          | Suède Rickard Larsson Björn Carlsson Linus Broaar Morgan Jansson                     |                                                           |
| 70.     | 1995  | Jelenia Góra Pologne                    | Italie Gianmarco Rossi Paolo Fellegara Giorgio Grasso Giuseppe Gallino Tullio Pellegrinelli Arnaldo Nicoli      | Australie Shawn Reed Shane Watts Ian Cunningham Jamie Cunningham                     |                                                           |
| 71.     | 1996  | Hämeenlinna Finlande                    | Finlande Kari Tiainen Jani Laaksonen Pekka Viljakainen Petteri Silván Mika Ahola Vesa Kytönen                   | Finlande Tuomas Ahonen Juha Salminen Juha Laaksonen Mika Marila                      |                                                           |
| 72.     | 1997  | Brescia Italie                          | Italie Fausto Scovolo Stefano Passeri Giovanni Sala Jarno Boano Mario Rinaldi Fabio Farioli                     | Italie Pablo Peli Ivan Boano Alessio Paoli Giovanni Genini                           |                                                           |
| 73.     | 1998  | Traralgon Australie                     | Finlande Juha Salminen Jani Laaksonen Mika Ahola Petteri Silván Vesa Kytönen Kari Tiainen                       | Espagne Xavier Pons Miki Arpa Marc Coma Gerard Farrés                                |                                                           |
| 74.     | 1999  | Coimbra Portugal                        | Finlande Samuli Aro Mika Ahola Jani Laaksonen Vesa Kytönen Kari Tiainen Petri Pohjamo                           | Espagne Arnau Vilanova Xacob Agra Gerard Farrés Miki Arpa                            |                                                           |
| 75.     | 2000  | Grenade Espagne                         | Italie Fausto Scovolo Mario Rinaldi Matteo Rubin Arnaldo Nicoli Giovanni Sala Fabio Farioli                     | Espagne Xavier Pons Gerard Farrés Xacob Agra Jordi Duran                             |                                                           |
| 76.     | 2001  | Brive-la-Gaillarde France               | France Marc Germain Olivier Rebufie Eric Bernard David Frétigné Sébastien Guillaume Cyril Esquirol              | Italie Simone Albergoni Ivan Boano Paolo Carrara Giovanni Gritti                     |                                                           |
| 77.     | 2002  | Jablonec nad Nisou République tchèque   | Finlande Mika Ahola Juha Salminen Petteri Silván Samuli Aro Jani Laaksonen Petri Pohjamo                        | France Julien Dubac Raphael André Damien Miquel Fabien Planet                        |                                                           |
| 78.     | 2003  | Fortaleza Brésil                        | Finlande Juha Salminen Mika Saarenkoski Mika Ahola Samuli Aro Jani Laaksonen Kari Tiainen                       | France Damien Miquel Freddy Blanc Herve Versace Fabien Planet                        |                                                           |
| 79.     | 2004  | Kielce Pologne                          | Finlande Petteri Silván Juha Salminen Mika Saarenkoski Samuli Aro Jani Laaksonen Mika Ahola                     | Finlande Valtteri Salonen Jari Mattila Tomi Peltola Marko Tarkkala                   |                                                           |
| 80.     | 2005  | Považská Bystrica Slovaquie             | Italie Alessandro Botturi Alessandro Belometti Simone Albergoni Alessandro Zanni Alessio Paoli Giuliano Falgari | Italie Andrea Beconi Maurizio Micheluz Paolo Bernardi Manuel Pievani                 |                                                           |
| 81.     | 2006  | Taupo Nouvelle-Zélande                  | Finlande Juha Salminen Samuli Aro Mika Ahola Marko Tarkkala Petri Pohjamo Jari Mattila                          | États-Unis Kurt Caselli Ricky Dietrick Russell Bobbitt David Pearson                 |                                                           |
| Edition | Année | Lieu                                    | Trophée international                                                                                           | Trophée junior                                                                       | Trophée féminin                                           |
| 82.     | 2007  | La Serena Chili                         | Italie Alessandro Belometti Alex Salvini Alessandro Botturi Maurizio Micheluz Fabrizio Dini Andrea Belotti      | Espagne Cristóbal Guerrero Oriol Mena Lorenzo Santolino Carlos Andreu                | États-Unis Nicole Bradford Amanda Mastin Lacy Jones       |
| 83.     | 2008  | Serrès Grèce                            | France Julien Gauthier Jordan Curvalle Rodrig Thain Christophe Nambotin Sebastien Guillaume Nicolas Deparrois   | Italie Thomas Oldrati Oscar Balleti Mirko Gritti Vanni Cominotto                     | France Ludivine Puy Audrey Rossat Alice Geneste           |
| 84.     | 2009  | Figueira da Foz Portugal                | France Julien Gauthier Marc Germain Marc Bourgeois Rodrig Thain Christophe Nambotin Antoine Méo                 | Espagne Victor Guerrero Oriol Mena Lorenzo Santolino Mario Roman                     | France Ludivine Puy Audrey Rossat Stéphanie Bouisson      |
| 85.     | 2010  | Morelia Mexique                         | France Johnny Aubert Nicolas Deparrois Sébastien Guillaume Rodrig Thain Christophe Nambotin Antoine Méo         | Espagne Victor Guerrero Oriol Mena Lorenzo Santolino Mario Roman                     | France Ludivine Puy Audrey Rossat Blandine Dufrene        |
| 86.     | 2011  | Kotka Finlande                          | Finlande Eero Remes Matti Seistola Juha Salminen Jari Mattila Valtteri Salonen Marko Tarkkala                   | France Alexandre Queyreyre Benoit Fortunato Mathias Bellino Romain Dumontier         | France Ludivine Puy Blandine Dufrene Juliette Berrez      |
| 87.     | 2012  | Saxe Allemagne                          | France Antoine Méo Rodrig Thain Johnny Aubert Pierre-Alexandre Renet Sebastien Guillaume Cristophe Nambotin     | France Jeremy Joly Mathias Bellino Alexandre Queyreyre Kevin Rohmer                  | France Blandine Dufrene Ludivine Puy Audrey Rossat        |
| 88.     | 2013  | Sardaigne Italie                        | France Pierre-Alexandre Renet Jeremy Joly Johnny Aubert Antoine Méo Rodrig Thain Fabien Planet                  | France Swann Servajean Kevin Rohmer Mathias Bellino Loic Larreau                     | Australie Jess Gardiner Tayla Jones Jemma Wilson          |
| 89.     | 2014  | San Juan Argentine                      | France Marc Bourgeois Christophe Nambotin Pierre-Alexandre Renet Jeremy Tarroux Anthony Boissiere Fabien Planet | États-Unis Grant Baylor Steward Baylor Trevor Bollinger Justin Jones                 | Australie Jess Gardiner Tayla Jones Jemma Wilson          |
| 90.     | 2015  | Košice Slovaquie                        | Australie Joshua Green Daniel Milner Matthew Phillips Beau Ralston Lachlan Stanford Glen Kearny                 | Australie Broc Grabham Tom Mason Daniel Saunders Tye Simmonds                        | Australie Jess Gardiner Tayla Jones Jemma Wilson          |
| 91.     | 2016  | Navarre Espagne                         | États-Unis Kailub Russell Taylor Robert Thad Duvall Layne Michael                                               | Suède Micke Persson Albin Elowson Jesper Börjesson                                   | Australie Jessica Gardiner Tayla Jones Jemma Wilson       |
| 92.     | 2017  | Brive-la-Gaillarde France               | France Jérémy Tarroux Loïc Larrieux Christophe Nambotin Christophe Charlier                                     | France Jérémy Miroir Hugo Blanjoue Anthony Geslin                                    | Australie Jessica Gardiner Tayla Jones Jemma Wilson       |
| 93.     | 2018  | Viña del Mar Chili                      | Australie Daniel Milner Daniel Sanders Lyndon Snodgrass Joshua Strang                                           | Italie Andrea Verona Matteo Cavallo Davide Soreca                                    | Australie Jessica Gardiner Tayla Jones Machenzie Tricker  |
| 94.     | 2019  | Portimão Portugal                       | États-Unis Stu Baylor Taylor Robert Kailub Russell Ryan Sipes                                                   | Australie Michael Driscoll Fraser Higlett Lyndon Snodgrass                           | États-Unis Tarah Gieger Brandy Richards Rebecca Sheets    |
| ND.     | 2020  | Annulée                                 | Annulée | Annulée                                                                              | Annulée                                                   |
| 95.     | 2021  | Piémont et Lombardie Italie             | Italie Andrea Verona Davide Guarneri Thomas Oldrati Matteo Cavallo                                              | Italie Lorenzo Macoritto Manolo Morettini Matteo Pavoni                              | États-Unis Brandy Richards Rachel Gutish Britney Gallegos |
| 96.     | 2022  | Le Puy et Haute-Loire France            | Royaume-Uni Nathan Watson Steve Holcombe Jamie McCanney Jed Etchells                                            | Italie Morgan Lesiardo Enrico Rinaldi Claudio Spanu                                  | Royaume-Uni Jane Daniels Nieve Holmes Rosie Rowett        |
| 97.     | 2023  | San Juan Argentine                      | États-Unis Taylor Robert Johnny Girror Dante Oliviera Cole Martinez                                             | France Thibaut Giraudon Alix Antoine Joyon Leo                                       | États-Unis Brandy Richards Korrie Steede Rachel Gutish    |